# Domenico Serafini
Domenico Kardinal Serafini OSB (* 3. August 1852 in Rom, Italien; † 5. März 1918 ebenda) war Erzbischof von Spoleto und später Kurienkardinal der römisch-katholischen Kirche.

## Leben
Domenico Serafini trat nach seiner Schulzeit in die Benediktiner-Abtei Subiaco ein und legte 1874 die Profess ab. Er studierte in verschiedenen Häusern seines Ordens sowie an der Päpstlichen Universität Gregoriana die Fächer Katholische Theologie und Philosophie. 1877 empfing er das Sakrament der Priesterweihe. Von 1889 bis 1891 wirkte er im Kloster Subiaco als Novizenmeister, von 1891 bis 1892 war er Prior des Klosters St. Scholastika in Subiaco. In den Jahren 1892 bis 1896 arbeitete er in Rom als Generalprokurator seines Ordens. 1896 wählten ihn seine Mitbrüder zum Abt von Subiaco und zum Generalabt der Cassinenser Kongregation von der ursprünglichen Observanz, die heute unter dem Namen Sublazenser Kongregation bekannt ist. 
Am 16. April 1900 ernannte ihn Papst Leo XIII. zum Erzbischof von Spoleto. Die Bischofsweihe spendete ihm Kardinalgroßpönitentiar Serafino Vannutelli am 26. Mai desselben Jahres. 1904 entsandte ihn Papst Pius X. als Apostolischen Delegaten nach Mexiko, 1911 übertrug er ihm die Aufgabe eines Assessors beim Heiligen Offizium. Am 2. März 1912 wurde er zum Titularerzbischof von Seleucia Pieria ernannt und am 25. Mai 1914 als Kardinalpriester mit der Titelkirche Santa Cecilia in das Kardinalskollegium aufgenommen. Am 26. Januar 1916 ernannte ihn Papst Benedikt XV. zunächst zum Kardinalpräfekten der Religiosenkongregation, am 24. März 1916 dann zum Kardinalpräfekten der Kongregation für die Ausbreitung des Glaubens. 
Domenico Serafini starb am 5. März 1918 in Rom und wurde auf dem dortigen Friedhof Campo Verano bestattet.